# Helen G. Edmonds
Helen Gray Edmonds (3 de dezembro de 1911 - 9 de maio de 1995) foi uma historiadora, acadêmica e líder cívica americana. Ela foi a primeira mulher afro-americana a obter um doutorado na Ohio State University, a se tornar uma reitora de uma escola de pós-graduação e a primeira a ganhar a indicação de um candidato presidencial dos Estados Unidos.

## Infância e educação
Edmonds nasceu em 3 de dezembro de 1911 em Lawrenceville, Virgínia, filho de John Edward e Ann Williams Edmonds. Ela tinha uma irmã, Lucille, e um irmão, Harry. Edmonds frequentou a Saint Paul's High School e a Junior College em Lawrenceville.
Edmonds frequentou o Morgan State College em Baltimore, graduando-se em 1933 com um BA em História. Ela passou a receber um mestrado em História na Ohio State University em 1938, seguido por um Ph.D. em 1946. Ela foi a primeira mulher negra a obter um Ph.D. naquela instituição. Sua dissertação, The Negro and Fusion Politics in North Carolina, 1894-1901, foi publicada como seu primeiro livro em 1951. De 1954 a 1955, Edmonds realizou pesquisas de pós -doutorado na Universidade de Heidelberg, na Alemanha Ocidental.

## Carreira
De 1934 a 1935, Edmonds ensinou história, latim e grego no Seminário e Faculdade Teológica da Virgínia em Lynchburg, Virgínia. Edmonds se juntou ao corpo docente do North Carolina College (agora North Carolina Central University ) em 1941, ensinando lá até sua aposentadoria em 1977. Ela ocupou muitos cargos nessa instituição, incluindo professor de história (1941-1977), presidente do Departamento de História (1963-1964) e reitor da Escola de Pós-Graduação em Artes e Ciências (1964-1971). Em 1989, um prédio de salas de aula no campus foi nomeado em sua homenagem.
Durante sua carreira, Edmonds lecionou em mais de 100 faculdades e universidades nos Estados Unidos e no exterior. Ela atuou no Conselho de Curadores de várias instituições, incluindo North Carolina Central University (após sua aposentadoria), Saint Paul's College e Voorhees College. Ela recebeu oito títulos honorários durante sua vida.
De 1970 a 1974, Edmonds atuou como presidente da The Links, Inc., uma organização principalmente para mulheres afro-americanas. Ela atuou no conselho de administração de várias organizações, incluindo o United Negro College Fund e o NAACP Legal Defense and Education Fund.

## Serviço cívico e atividades políticas
Edmonds era ativa no Partido Republicano . Na Convenção Nacional Republicana de 1956, ela apoiou a indicação de Dwight D. Eisenhower, tornando-se a primeira mulher negra a apoiar a indicação de um candidato presidencial dos EUA.
Em 1970, Edmonds serviu como delegada suplente na Assembleia Geral das Nações Unidas. Ela presidiu a delegação dos Estados Unidos ao Terceiro Comitê das Nações Unidas e foi nomeada para o Conselho Consultivo Nacional do Corpo da Paz pelo presidente Richard Nixon. Nixon citou Edmonds por seu serviço.

## Morte
Edmonds morreu no Duke University Hospital em Durham, Carolina do Norte, em 9 de maio de 1995, aos 83 anos.

## Publicações selecionadas
- Helen G. Edmonds (1951). The Negro and Fusion Politics in North Carolina, 1894-1901. [S.l.]: University of North Carolina Press. ISBN 1469610957
- Helen G. Edmonds (1971). Black Faces in High Places: Negroes in Government. [S.l.]: Harcourt Brace Jovanovich. ISBN 9780153710735

## Prêmios e reconhecimentos selecionados
- Professora Ilustre da Universidade, North Carolina Central University[1]
- Prêmio de Distinção Acadêmica, American Historical Association[4]
- Distinta mulher da Carolina do Norte[4]
- 1975 – Prêmio O. Max Gardner pela "maior contribuição para o bem-estar da raça humana"[8]
- 1977 – Helen G. Edmonds Graduate Colloquium of History – conferência anual estabelecida por seus ex-alunos[8]
- 1982 – Prêmio Candace, História[9]